# Кива, Илья Владимирович
Илья́ Влади́мирович Ки́ва (укр. Ілля́ Володи́мирович Ки́ва; 2 июня 1977, Полтава, Украинская ССР, СССР — 6 декабря 2023, Супонево, Московская область) – украинский  политический, государственный и общественный деятель. Бывший народный депутат Верховной рады Украины IX созыва от пророссийской фракции «Оппозиционная платформа — За жизнь», член комитета по вопросам законодательного обеспечения правоохранительной деятельности (2019—2022).
До 2014 года руководил фондом по защите прав осуждённых «Освобождение», был президентом Всеукраинской национальной федерации дворового спорта. В 2013 году был осуждён за получение взятки на посту заместителя начальника Управления защиты прав потребителей в Полтавской области, но сумел избежать тюремного заключения.
Принимал участие в Евромайдане. С февраля по май 2014 года возглавлял восточное крыло Правого сектора, на президентских выборах 2014 года был доверенным лицом Дмитрия Яроша. В первые месяцы войны в Донбассе участвовал в боевых действиях в рядах Правого сектора.
В сентябре 2014 года глава МВД Украины Арсен Аваков назначил Киву командиром батальона полиции «Полтава», но вскоре из-за конфликта с подчинёнными он покинул этот пост. В декабре 2014 года был назначен заместителем начальника МВД по Донецкой области, в июне 2015 года заместителем начальника МВД по Херсонской области. В феврале 2015 года принимал участие в боях под Дебальцево. В октябре 2015 года стал главой департамента противодействия наркопреступности Национальной полиции Украины.
Кива отличался радикальными высказываниями. Так, в 2014 году он призывал «сжигать вату» и «расстреливать участников „референдумов в Донбассе“», в 2016 году публиковал в соцсетях ветхозаветные цитаты, призывающие «предавать гомосексуалов смерти». После ряда скандальных заявлений в мае 2016 года он был уволен из украинской полиции, но до 2017 года оставался советником министра внутренних дел Украины Арсена Авакова.
В 2017 году возглавил СПУ и в 2019 году как её глава принял участие в президентских выборах, набрав 0,03 % голосов.
В 2019 году перешёл в пророссийскую партию ОПЗЖ, осенью 2019 года участвовал в выборах и стал народным депутатом Украины от этой партии. Был одним из наиболее активных депутатов, допускал скандальные выходки. В декабре 2021 года в эфире телеканала Россия-1 оправдывал аннексию Крыма, высказывался в поддержку политики российского президента Владимира Путина и «слияния» Украины и России.
Накануне российского вторжения на Украину, в январе 2022 года, выехал через Испанию в Россию. В России активно участвовал в пропагандистских эфирах, выступал за российскую оккупацию территорий Украины.
В марте 2022 года был лишён мандата депутата Верховной Рады Украины. С 21 апреля 2022 года находился под санкциями Великобритании, Австралии, Канады и Украины.
6 декабря 2023 года был убит в Подмосковье. По утверждениям украинских СМИ, за этим убийством стоит СБУ.

## Биография

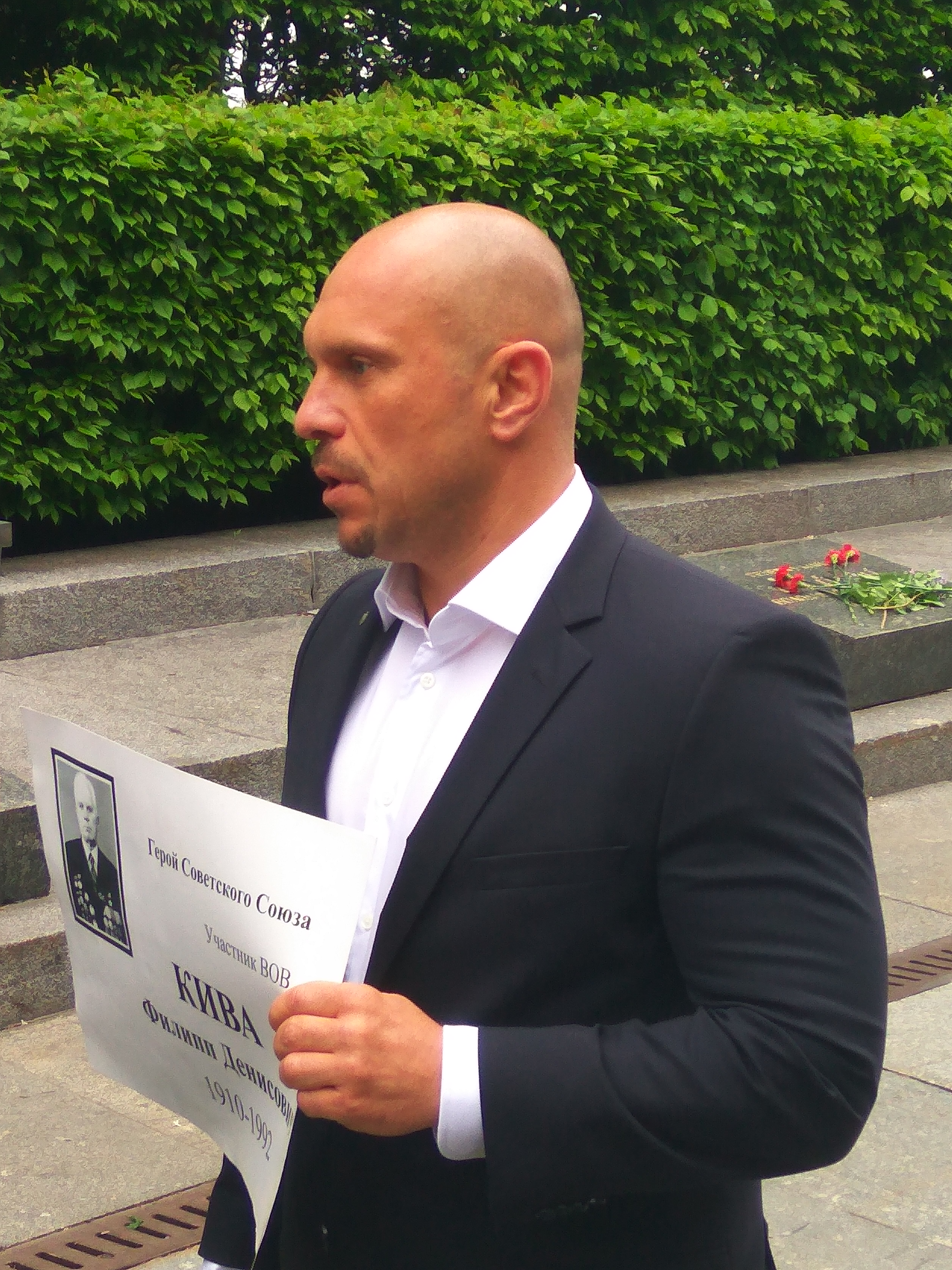
Илья Кива 9 мая 2019 года в Киеве с портретом своего деда, Героя Советского Союза Филиппа Кивы

Родился 2 июня 1977 года в Полтаве. Дед Ильи — Герой Советского Союза Филипп Денисович Кива. До 2003 года Илья Кива учился в Полтавском нефтяном геологоразведочном техникуме. Получил специальность «Обслуживание и ремонт нефтяных и газовых промыслов», квалификацию «техник-механик». Затем учился в Полтавском государственном педагогическом институте имени В. Г. Короленко. С 2005 по август 2008 года работал директором и главным бухгалтером ООО «Укрсвязьмонтаж». В 2008 году занимал должность инженера-технолога на «Донецкой железной дороге». К 2010 году на этом же предприятии проработал начальником Промывочно-пропарочной станции Новозолотарёвка.
В 2009 году окончил Национальный юридический университет имени Ярослава Мудрого по специальности «правоведение». В 2010—2011 годах работал заместителем начальника отдела ремонта и строительства большой кольцевой дороги Службы автомобильных дорог в Киевской области Государственной службы автомобильных дорог Украины. В 2011 году работал заместителем начальника Управления по делам защиты прав потребителей в Полтавской области. В этом качестве был арестован 27 сентября 2011 года за взятку (вместе с ним был арестован его брат Дмитрий с деньгами, предназначавшимися Киве). 24 декабря 2013 года Илья Кива был осуждён Октябрьским районным судом Полтавы; был приговорён к выплате штрафа в 600 минимумов дохода (10200 гривен) и лишён права занимать государственные должности в течение года. Столь мягкий приговор объясняется справкой, предоставленной Кивой в суд и цитируемой в судебном постановлении, согласно которой Кива лежал в Полтавской областной психиатрической больнице с диагнозом последствий черепно-мозговой травмы с психопатизацией личности и является инвалидом 2 группы. В августе 2014 года, когда Кива был назначен командиром батальона «Полтавщина», он был амнистирован.
В августе 2014 года стал майором милиции, возглавил батальон патрульной службы милиции особого назначения «Полтавщина», созданный на базе батальона «Полтава», роты «Кременчуг» и роты «Мирный», с сентября действовавший в зоне АТО. 10 декабря 2014 года приказом главы МВД Арсена Авакова Илья Кива был назначен заместителем начальника УМВД Украины в Донецкой области, с этого времени Кива стал активнее внедрять в оперативную работу базу данных проекта «Миротворец».
30 июня 2015 года стал заместителем начальника УМВД в Херсонской области с досрочным присвоением звания подполковника милиции.
В июне 2015 года возглавил в Полтаве «Союз ветеранов АТО».
С 22 октября 2015 по 19 мая 2016 года работал руководителем Департамента противодействия наркопреступности Национальной полиции Украины. В рамках своей работы он вёл передачу «Трафик с Кивой» на телеканале NewsOne. В выпуске от 29 февраля 2016 года два приглашённых наркозависимых участника, спровоцированные ведущим программы, в прямом эфире телеканала начали из подручных средств изготавливать наркотики. В этот момент Илья Кива вызвал в студию сотрудников полиции, которые арестовали гостей.
C октября 2016 по июнь 2017 года работал советником министра внутренних дел Украины.
В 2017 году окончил Национальную академию внутренних дел Украины по специальности «право», получив степень магистра.
6 октября 2017 года был избран главой профсоюзов Министерства внутренних дел Украины.

## Политическая и общественная деятельность
Илья Кива участвовал в Майдане и там познакомился с лидером «Правого сектора» Дмитрием Ярошем. С марта 2014 года Кива руководил полтавским центром «Правого сектора», а также был региональным политическим руководителем «Правого сектора» на Востоке Украины (Полтавская, Харьковская, Донецкая и Луганская области). В частности, он был доверенным лицом кандидата в президенты Яроша во время президентских выборов 2014 года. Также Кива был в числе ораторов от «Правого сектора», выступавших на Майдане на многолюдном митинге протеста против убийства Сашко Билого. При этом, по словам членов «Правого сектора», личность Кивы с самого начала вызывала у них недоумение, и они считали его случайным человеком в движении и попросту «аферистом», объясняя его назначение кадровым голодом и неразборчивостью Дмитрия Яроша в людях.
В 2018 году стал инициатором Всеукраинского чемпионата по дворовому футболу «Миллион на стадион», в финале которого был разыгран 1 млн гривен на строительство нового стадиона в городе команды-победительницы, а также поездка в июле 2019 года в Италию на матч с детской сборной Лиги Италии. Чемпионат проходил при участии Федерации футбола Украины, при поддержке Министерства молодёжи и спорта и под патронатом МВД.
10 сентября организовал эвакуацию жителей трёх населённых пунктов юга Херсонской области, которые находятся в относительной близости к заводу «Крымский Титан» в Крыму, где после аварии атмосфера была загрязнена вредными химическими веществами.
3 ноября 2018 года на очередном съезде Социалистической партии было принято решение о выдвижении единого кандидата в президенты. Им стал Илья Кива. На президентских выборах 2019 года в первом туре он набрал 5869 голосов (0,03 процента голосов).
6 июня 2019 года, в соответствии с единогласным решением съезда Социалистической партии Украины, Илья Кива сложил полномочия главы СПУ. Новым главой назначен Сергей Чередниченко, также являвшийся главой Полтавской областной организации СПУ. Согласно информации в СМИ, решение было принято в связи с участием Кивы в досрочных парламентских выборах 21 июля 2019 года по спискам от «Оппозиционной платформы — За жизнь» в связи с, по его словам, необходимостью представлять интересы СПУ в парламенте: 

Я не ушёл из Социалистической партии Украины. Единогласным решением съезда СПУ делегировала меня представлять наши интересы в «Оппозиционной платформе — За жизнь» для укрепления украинской позиции. Мы чётко понимаем, что нашей партии необходимо представительство в Верховной раде, и именно поэтому мы приняли такое решение! Программа «Оппозиционной платформы» совпадает с программой Социалистической партии, и поэтому СПУ будет поддерживать её программную деятельность.
29 августа 2019 года на первом торжественном заседании Верховной рады Украины IX созыва принял присягу народного депутата.
21 января 2020 года в Полтаве состоялось официальное открытие городской ячейки ОПЗЖ, в ходе конференции при участии председателя Политсовета партии Виктора Медведчука и сопредседателя партии Вадима Рабиновича, главой горорганизации был единогласно избран Илья Кива.
18 июня 2020 года в Киеве презентовал и возглавил новое гражданское движение «Патриоты — За жизнь».
30 января 2022 года Илья Кива покинул Украину, перебравшись в Аликанте (Испания), а оттуда — в Москву. 15 февраля в своём видео-обращении он сообщил, что не намерен возвращаться в Украину. Также с применением ненормативной лексики к президенту Украины Владимиру Зеленскому заявил, что не хочет воевать с русскими в случае их полномасштабного вторжения. 26 февраля Кива был исключён из ОПЗЖ. Сопредседатель фракции «ОПЗЖ» Юрий Бойко заявил, что «провокаторы, которые пытаются помешать мирному процессу, исключаются из фракции. И люди, которые разжигают рознь, а не способны к мирному процессу, им не место в нашей фракции». Сам Кива не признал исключение и обвинил Бойко в предательстве.

## Взгляды
В мае 2015 года Илья Кива призывал расстреливать автобусы, следующие из Киева в Донецк и обратно: «Была бы моя воля, я расстреливал бы этих путешественников в ДНР, любителей референдумов и парадов украинских военнопленных. Только жёсткая позиция общества заставит Донбасс отрезвиться». Свою позицию объяснял тем, что во время войны не может быть компромиссов с врагом.
В интервью Пятому каналу 20 декабря 2016 года Илья Кива заявил, что он выступает за насильственную украинизацию жителей Донбасса:

И когда поднимался вопрос о декоммунизации, я говорил: Донбассу нужна не декоммунизация, а украинизация. И пускай даже насильно… Ставить и учить любить. Если вы не будете любить Украину — мы заставим любить Украину.— 
25 августа 2017 года в эфире телеканала «112» Кива заявил:
Всех любителей Русского мира мы просто-напросто будем стирать с лица земли Украинской. И это я вам точно говорю, и это придёт, и это будет. 
Потому что надо было уничтожать, вырезать и не бояться, и не пускать слюни!
Вот поэтому сейчас я думаю, всех тех, кто с утра тихонько подпевает гимн России, или пользуются тряпочками типа колорадских ленточек у себя на кухне, вот всех их нужно закапывать в землю.
В нашей стране нужна смертная казнь, и беспощадное уничтожение противника и предателей.
В интервью Дмитрию Гордону 6 марта 2018 года Кива назвал себя соратником Арсена Авакова и так охарактеризовал министра внутренних дел Украины:

Я знаю Арсена Борисовича с 2013—2014 годов и хочу сказать: это тот человек, который прогрессивно растёт. Как политик, как мужчина он увеличивается. Я всегда так говорю: «Увеличивается масса тела у человека, и его становится больше». И это очень ощутимо: у него меняется взгляд, меняется разговор, и от него пахнет мудростью.— 
В 2019 году высказывания Кивы поменялись на противоположные. По словам Виктора Медведчука, он переосмыслил многие события Евромайдана и признал крайне необходимым участие России в урегулировании конфликта в Донбассе. В 2019 году Илья Кива вступил в пророссийскую партию ОПЗЖ. 
В июне 2020 года Кива предложил переименовать киевский проспект Степана Бандеры в проспект Флойда, назвав убийство Джорджа Флойда в США в мае 2020 года «трагической гибелью темнокожего великомученика». Также он предложил включить Джорджа Флойда в список Небесной сотни и канонизировать его. 29 июля 2021 года Кива в своём посту в соцсети Facebook в соответствии с тезисами российских СМИ назвал Евромайдан «государственным переворотом» и высказал сожаление, что Виктор Янукович «не раздавил Евромайдан танками». 20 сентября 2021 года Илья Кива поздравил партию «Единая Россия» с победой на выборах в Госдуму Российской Федерации.
В феврале 2022 года поддержал вторжение России в Украину, призвав «освободить Украину от западной оккупации».

## Скандалы

### Дело о взятке
В декабре 2013 года, вскоре после перевода на должность заместителя начальника управления Полтавской области по защите прав потребителей, Илья Кива был осужден за взяточничество. Вскоре к подсудному применили закон об амнистии. При этом Кива заявил, что дело было сфабриковано в связи с конфликтом с замначальника УБОП Геннадием Бендриком и нежеланием Кивы ежемесячно откатывать по 10 тысяч долларов США:

«Мы не сошлись характером с руководством, и чтобы от меня избавиться, предложили должность замначальника управления Полтавской области по защите прав потребителей. Вскоре меня пригласил на аудиенцию замначальника УБОП Геннадий Бендрик и рассказал „правила взаимоотношений“ с его структурой — нужно было ежемесячно сдавать $ 10 тыс. на „дополнительное обеспечение“. К компромиссу мы так и не пришли… Меня задержали в обеденный перерыв в кафе напротив управления. Забрали в УБОП, провели со мной 6-часовую работу и через 10 часов меня доставили в прокуратуру Полтавской области — выдвинули обвинение во взятке. Самого факта передачи взятки не было — в материалах дела это есть. Ни понятых, ни свидетелей. На следующий день доставили в суд, который меня арестовал на 2 месяца, и поместили в СИЗО. Госслужащий, который ранее не привлекался, попадает в камеру с рецидивистами, задача которых — сломать человека. Это сумасшедшее моральное давление. По 14 дней голодовки, по 5 суток сухой голодовки — у меня началась эпилепсия. Потом меня посадили в „яму“ — нора, 1,5×2 м с забитой дыркой — санузлом, дерьма по щиколотку. И так на протяжении месяца. Все прекрасно понимали: дело состряпанное. Им была нужна явка с повинной, иначе они не могли достичь цели. По окончании 2 месяцев они сделали максимум из того, что могли — привезли из роддома в тюрьму мою гражданскую жену. Приехал прокурор и Бендрик. Меня подняли с „ямы“, положили ручку, бумагу и сказали: цена моей подписи — жизнь моего ребёнка. Я подписал бумагу. Потом появилась явка с повинной»

### Ситуация с батальоном «Полтавщина»: борьба с алкоголизмом
2 октября 2014 года бойцы батальона «Полтавщина» массово восстали против своего командира Ильи Кивы. Причиной стало жестокое отношение к бойцам батальона. Позднее Кива признался, что применял радикальные методы к бойцам батальона «Полтавщина» за чрезмерное употребление алкоголя. Как заявил Кива в эфире программы «Люди. Hard Talk с Влащенко», он позволял себе привязывать военных к столбам на несколько суток. Свои методы борьбы с «пьянством» на войне он объяснял так:

«Я им угрожал физической расправой, пристёгивал их к столбам на дороге наручниками, и они у меня стояли по двое суток, для того, чтобы они протрезвели и им стало стыдно, мало того, я их ещё и фотографировал и отсылал фотографии родным. Потому что на поле боя пьяный солдат — это дырявый солдат. Тогда все рассказывали о патриотизме — пусть посмотрят, какие они патриоты. Но таким образом я искоренил алкоголизм»
Досрочное присвоение званий Илье Киве продолжилось в июне 2015 года — перед назначением на должность заместителя начальника УМВД в Херсонской области 30 июня руководство МВД объявило о присвоении Киве звания подполковника; это было приурочено ко Дню независимости Украины. В конце августа того же года ему было присвоено звание полковника — с момента предыдущего присвоения прошло менее трёх месяцев. При этом, согласно «Положению о прохождении службы рядовым и начальствующим составом органов внутренних дел», срок выслуги для майора составляет четыре года, а для подполковника — пять лет.

### Борьба с контрабандой и обвинения в «крышевании»
После назначения Ильи Кивы на должность главы штаба национальной защиты Херсонской области и заместителя начальника УМВД региона возникли скандалы с водителями грузовиков, которые перевозили на территорию Крыма контрабанду. В июле на сайте местного издания «Херсонские вести» появилось заявление одного из водителей по имени Виктор Суворов, который утверждал, что его якобы избил Илья Кива. Но по данным Министерства внутренних дел Украины и единого реестра досудебных расследований (Архивная копия от 1 февраля 2018 на Wayback Machine) никакого заявления, как и уголовного дела, по показаниям Виктора Суворова не зарегистрировано. Сам Кива опроверг это обвинение, заявив, что если бы он действительно избил человека, то тот бы не выжил:

Если бы я бил водителя, то он бы уже умер. Документы я забрал у 17 предприятий, которые ехали в Крым и везли туда без надлежащих документов товары явно не первой необходимости, а именно сахар и лес.
Во времена, когда Кива был заместителем начальника Национальной полиции Украины Херсонской области, он изображал борьбу с контрабандой на не подконтрольной Украине территории, с которой граничила Херсонская область. В многочисленных интервью, касающихся этого, он говорил:

«Это целая коррупционная система, в которую входят различные структуры, которая была построена ещё при Януковиче. Это таможенная система — люди, которые прошли на сегодняшний день люстрацию — они так и продолжают контролировать таможенные потоки, создают брокерские фирмы»
Также он упоминал отдельные случаи попытки его подкупа и помощи в осуществлении контрабандных перевозок, конфликтах и неразберихах внутри Национальной полиции Украины:

«За 10 тонн мяса предлагали 250—300 тыс. (гривен). За ночь проходили 10 автомобилей. Для этого не нужна какая-то операция, для этого нужно полтора часа пропуска. Пост Курахова: что только не перевозили. Оружие в одну сторону — оружие в другую сторону, были столкновения. Было, когда приходилось направлять друг на друга оружие»
Теме коррупции в Национальной полиции Украины, связанной с контрабандой на территории АТО, Кива уделял особое внимание. Он постоянно подчёркивал остроту проблемы незаконного «теневого» бизнеса, организованного силовыми структурами Украины:

«Деньги покупают пусть не всю систему, а отдельных лиц. 8 месяцев назад я вышел из зоны АТО, и всё это время уделял внимание пресечению контрабандных потоков. Волноваха, Курахово, Артемовское направление, Зайцево. Тогда я сталкивался с угрозами»
По словам Кивы, за активность в освещении ситуации с контрабандой ему угрожал один из высокопоставленных чинов Национальной полиции:

«Ко мне приехал генерал. И он сказал, что меня не будет, если я не умерю свой пыл в борьбе с контрабандой, — уверяет Кива. — Этого генерала нет больше в правоохранительной системе. Когда подобный генерал говорит такие вещи, кто тогда заинтересован в этом вопросе?»
В феврале 2016 года Илья Кива был обвинён в «крышевании» контрабанды из неподконтрольных Украине территорий непризнанных ДНР и ЛНР, которое он осуществлял вместе с депутатом от БПП Дмитрием Лубинцом. Об этом сообщил один из командиров 28-й отдельной механизированной бригады.

«Мы стояли на блокпосту „Бугасы“, задержали две фуры с контрабандой, тут же позвонил Кива, приехал депутат Дмитрий Лубинец, чтобы фуры отбить. Мы, чтобы избежать конфликта, вызвали батальон „Киев-2“ и сотрудников СБУ»

### Призыв омбудсмена уволить Киву
28 апреля 2016 года Уполномоченная Верховной рады по правам человека Валерия Лутковская обратилась к Арсену Авакову с призывом снять Илью Киву с должности Начальника Департамента противодействия наркопреступности НПУ. Лутковская обратила внимание министра на постоянные высказывания дискриминационного характера по отношению к жителям, проживающим на территории силовой операции в Донбассе, а также на публичные проявления гомонегативизма Кивы. В частности, это касается публикации Кивы в своём Facebook, где он привёл цитату из Стиха 20, главы 13 Книги Левит Ветхого Завета Библии:

«ЛЬВОВ! БИБЛИЯ, ЛЕВИТ, Стих 20, глава 13. Если кто ляжет с мужчиною, как с женщиною, то оба они сделали мерзость: да будут преданы смерти, кровь их на них. P.S. Читайте Библию, верьте ГОСПОДУ!»— 
Валерия Лутковская отметила, что Илья Кива, будучи государственным чиновником, широко использует социальную сеть Facebook для обращений к людям, которые воспринимаются жителями страны как официальная позиция государства. Она подвергла критике нарушение Кивой принципов защиты персональных данных, ссылаясь на историю с Маси-Мустафой Найемом (боец 122-го батальона, брат народного депутата Мустафы Найема), которого Кива обвинил в употреблении лёгких наркотиков.

### Обвинение в поджоге здания канала «Интер»
Руководство телеканала «Интер» обвинило Илью Киву в участии в поджоге здания главного офиса канала, которое произошло 4 сентября 2016 года. Тогда группа активистов участвовала в акции протеста и после столкновений возник пожар. В результате журналистского расследования было установлено, что среди протестующих находился сам Кива, а также активист партии «Братство» Алексей Сердюк и криминальный авторитет Алексей Копишинский (по прозвищу «Лёха» или «Уток»). Журналисты назвали организатором акции министра внутренних дел Арсена Авакова, который обвинил телеканал в том, что он сам спровоцировал нападение на свой офис.

### Награждение именным оружием
20 мая 2015 года Илья Кива получил от Арсена Авакова 9-миллиметровый наградной пистолет «Форт-17», а 12 февраля 2016 года Киве был вручён 9-миллиметровый автоматический пистолет Стечкина. 16 ноября 2021 года министр внутренних дел Украины Денис Монастырский подписал указ о лишении Кивы права на наградное оружие в связи с «недостойным поведением и действиями, которые дискредитируют сам факт награждения Кивы государством».

### Скандал с пистолетом в поезде
21 апреля 2016 года в социальных сетях возник скандал с множеством фотографий Ильи Кивы, который ходил по поезду Львов — Киев с пистолетом без кобуры, заткнутым за ремень, что нарушало инструкции по безопасности при обращении с оружием. Первоначально об этом на своей странице в Facebook написал участник волонтёрского объединения «Народный фронт» Роман Синицын. По данному факту пассажиры обратились в полицию. Позже появились фотографии с Кивой, который уже покинул поезд и продолжил ходить по Киеву с оружием без кобуры.
В эфире телеканале «112 Украина» Илья Кива прокомментировал своё поведение, объяснив его тем, что не видит ничего плохого в том, что офицер полиции ходит с табельным оружием в общественных местах. Однако он ничего не сказал про отсутствие кобуры:

Я нахожусь на том рубеже, когда борюсь с тем злом, которое может в любой момент оказать противодействие. И наличие у меня огнестрельного пистолета утверждено законами Украины. И, если чей-то воспаленный мозг не может адекватно воспринять ситуацию в отношении присутствия офицера полиции с табельным оружием — это очень плохо.— 

### Избежание наказания за угрозы
1 октября 2018 года украинский общественный активист Сергей Стерненко заявил, что Кива в присутствии правоохранителей угрожал ему расправой, сказав: «мы вас, активистов, в землю будем закапывать». Сам Кива уточнил: «Когда я приду к власти, я соберу всю эту „грязь“ и закопаю в землю. На это Стерненко ответил, может ли он считать это угрозой? Я сказал, что если он считает себя грязью, то да. Моя задача защищать закон».
2 ноября 2019 года Кива пригрозил отрезать голову мужчине за вопрос о его охране, с которой политик передвигается.

### Драка в киевском ресторане
22 января 2020 года в интернете появилась видеозапись драки Ильи Кивы и ветерана АТО Михаила Маймана в киевском ресторане «Моссо». На ней Кива подошёл к мужчине и после обмена репликами ударил того головой, но сразу же получил ответный удар. Согласно версии Кивы, Майман ранее неоднократно угрожал ему — как в личной переписке, так и публично.
Илья Кива связал этот инцидент с политическим оппонентом — бывшим народным депутатом Артуром Палатным. Через несколько дней Кива опубликовал видео, в котором назвал Палатного «главным сутенёром» Украины и обвинил того в организации против себя кампании по дискредитации.

### Аморальное поведение в парламенте
2 октября 2019 года журналист снял на видео, как Илья Кива переписывается с моделью, которая подписана в его смартфоне как «Юля конкурс красоты Одесса». После звонка девушке Кива начал активно дергать штаны в районе ширинки. Многие сделали вывод, что Кива мастурбировал, хотя сам депутат в комментариях журналистам это опроверг. Он заявил, что на самом деле он просто «поправил член, подтянул носки, позвонил знакомой девушке», а видео назвал «смонтированным».
12 ноября 2019 года пришёл в парламент в маске Джокера.
В июне 2021 года Кива снова стал участником скандала в сессионном зале Рады: спрятавшись за колонной, он расстегнул ремень и приспустил штаны до нижнего белья. Пресса предполагает, что депутат таким образом поправлял рубашку после драки с депутатом Николаем Тищенко, но СМИ возмущались, что Кива раздевался непосредственно в сессионном зале, да ещё и при этом здоровался с депутатами, которые проходили мимо.

### Переписка с Владимиром Жириновским
4 февраля 2020 года на заседании ВРУ журналисты записали видео, в котором видно, что Илья Кива переписывался якобы с Владимиром Жириновским, подписанным как «Жирик Владимир Вольф». Депутат в переписке жаловался на плохое правительство и невозможность возобновления хороших отношений между Россией и Украиной. Журналистка издания Радио «Свобода» попросила депутата подтвердить или опровергнуть факт общения именно с Жириновским, но Кива не предоставил ни подтверждения, ни возражения и грубо оскорбил журналистку. Впоследствии представитель ЛДПР заявил, что «переписка является фейком», а Жириновский «вообще не знает, кто такой Илья Кива» и «мобильным телефоном он не пользуется». 12 февраля Кива заявил, что не знает Жириновского и это был розыгрыш.

### Жомовая яма
В июле 2020 года журналисты издания Bihus.info установили, что Кива в 2019 году получил 1,2 миллиона гривен дохода от сдачи в аренду «Жомовой ямы» (территория площадью 400 м², заполненная жомом) в Полтавской области, которая на самом деле оказалась поросшим сорняками участком без признаков предпринимательской деятельности.
В феврале 2021 года журналисты этого же издания сняли новое расследование, где утверждали, что депутат от ОПЗЖ якобы получал прибыль от сдачи в аренду своей ямы от компании «Сиквел», владельцем которой был человек, проживающий на территории ЛНР. Во время попытки взять комментарий для этого расследования Кива обматерил журналистов.
20 мая 2021 года Специализированная антикоррупционная прокуратура Украины обратилась в Высший антикоррупционный суд с целью конфисковать у Кивы «Жомовую яму», поскольку было установлено, что депутат «не является собственником объекта недвижимости… не имеет правомочия по владению, пользованию и распоряжению им» и передал имущество в аренду фирме с признаками фиктивности.

## Санкции
21 апреля 2022 года, на фоне вторжения России на Украину, Илья Кива был включён в санкционный список Великобритании, так как он «оказывал поддержку и способствовал вторжению России в Украину».
27 июня 2022 года был включён в санкционный список Канады «прокси поддерживаемых Россией» за «соучастие в неоправданном вторжении России в Украину».
По аналогичным основаниям находился под санкциями Украины с 19 октября 2022 года и под санкциями Австралии с 18 мая 2022 года. Также дочь Катерина Кива была включена в санкционные списки Украины и Канады.

## Уголовное преследование
6 марта 2022 года Генеральный прокурор Украины Ирина Венедиктова объявила подозрение Киве в государственной измене и посягательстве на территориальную целостность Украины. 15 марта 2022 года он был лишён депутатского мандата, на заседании Верховной рады за его исключение проголосовали 335 депутатов, также был объявлен в розыск по подозрению в государственной измене. Согласно расследованию Bihus.Info на основе опубликованных самим Кивой видео в Telegram-канале, он поселился в элитном коттеджном городке Agalarov Estate в Подмосковье.
13 ноября 2023 года был заочно приговорён Лычаковским районным судом Львова к 14 годам лишения свободы с конфискацией имущества по обвинению в ряде преступлений.

## Убийство

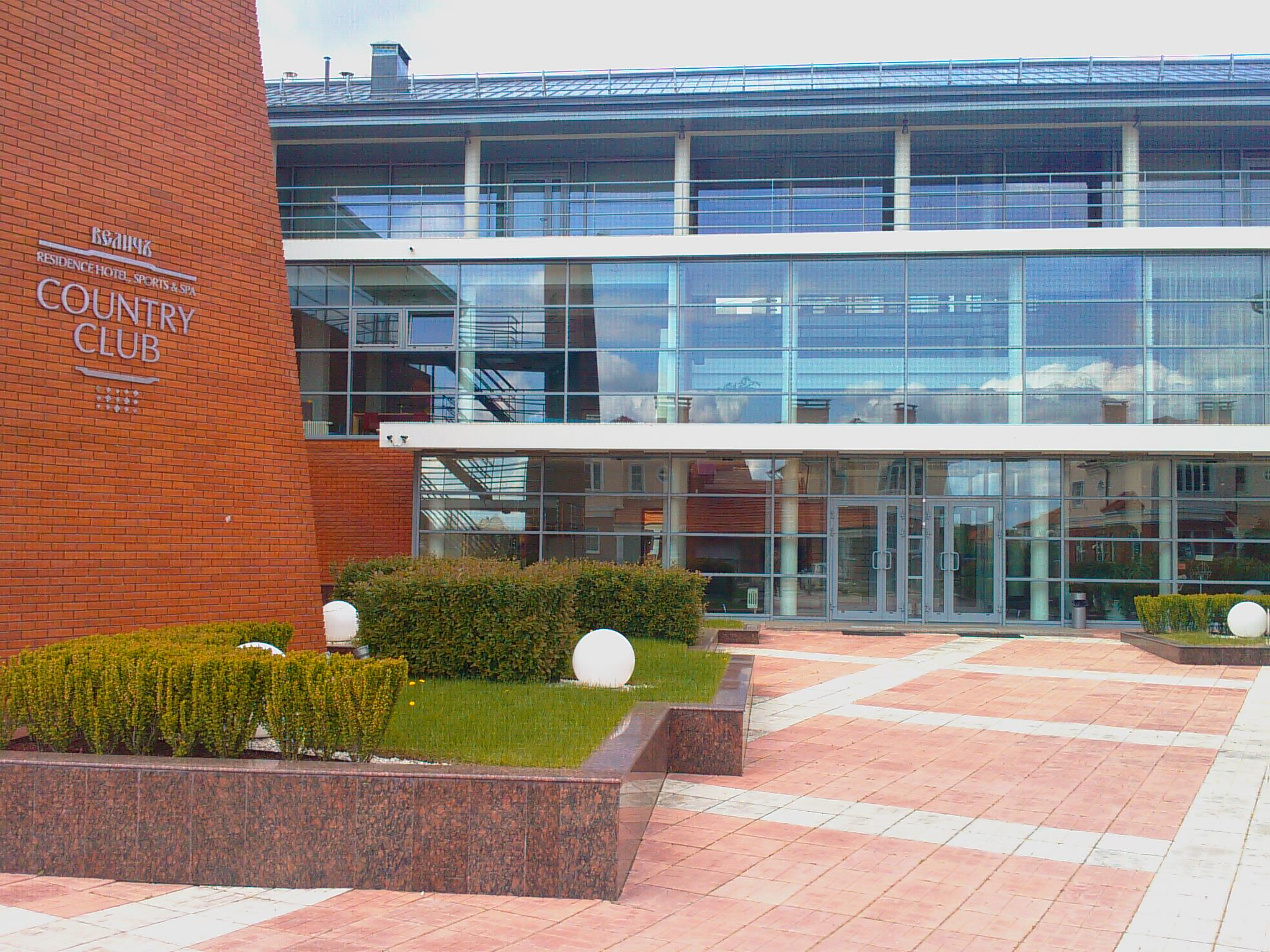
Отель, на территории которого нашли тело Ильи Кивы

6 декабря 2023 года тело Ильи Кивы было найдено в Московской области. Предположительно, его обнаружили лежащим в крови на территории парковой зоны отеля «Величъ Country Club» в деревне Супонево Одинцовского городского округа. Также появилась информация, что он был застрелен из охотничьего ружья. По факту убийства Главное следственное управление Следственного комитета России по Московской области возбудило уголовное дело по ст. 105 УК РФ.
11 декабря 2023 года украинские СМИ со ссылкой на СБУ обнародовали видео и фото с места, где был убит Кива.
25 марта 2024 года в ходе показанного в едином телемарафоне новостей интервью для ICTV глава СБУ Василий Малюк на вопрос журналистки о причастности к убийству Ильи Кивы сообщил о подробностях (марка оружия, число и место выстрелов).
В июне 2025 года по подозрению в передаче СБУ информации о местонахождении Кивы, что могло привести к его убийству, в Москве был задержан Араик Амирханян.
Прах Кивы был захоронен в колумбарии Ваганьковского кладбища.

## Награды
- Орден Данилы Галицкого (10 октября 2015) — «за личный вклад в укрепление обороноспособности Украинского государства, мужество, самоотверженность и высокий профессионализм, проявленные во время боевых действий и при исполнении служебных обязанностей»[142].
- Орден «За заслуги перед Вооружёнными силами Украины».
- Наградное оружие — пистолет «Форт-17» (27 мая 2015)[14]. Лишён в 2021 году.
- Наградное оружие — автоматический пистолет Стечкина (12 февраля 2016)[143]. Лишён в 2021 году за нарушения правил безопасности при обращении с оружием.

## Семья
Илья Кива — внук участника Великой Отечественной войны Героя Советского Союза Филиппа Денисовича Кивы (1910—1992).
Отец Кивы — Владимир Филиппович Кива, родился 19 августа 1951 года в городе Полтава. Учился в Полтавской гимназии № 6. Окончил школу № 1 по классу игры на фортепиано. Высшее образование получил в Полтавском национальном техническом университете имени Юрия Кондратюка. С 1976 года работал испытателем на заводе № 22 «Знамя» в городе Полтава.
Илья Кива был отцом троих детей: сын Георгий и две дочери — Катерина и Мария.